# Kirche Bergholz

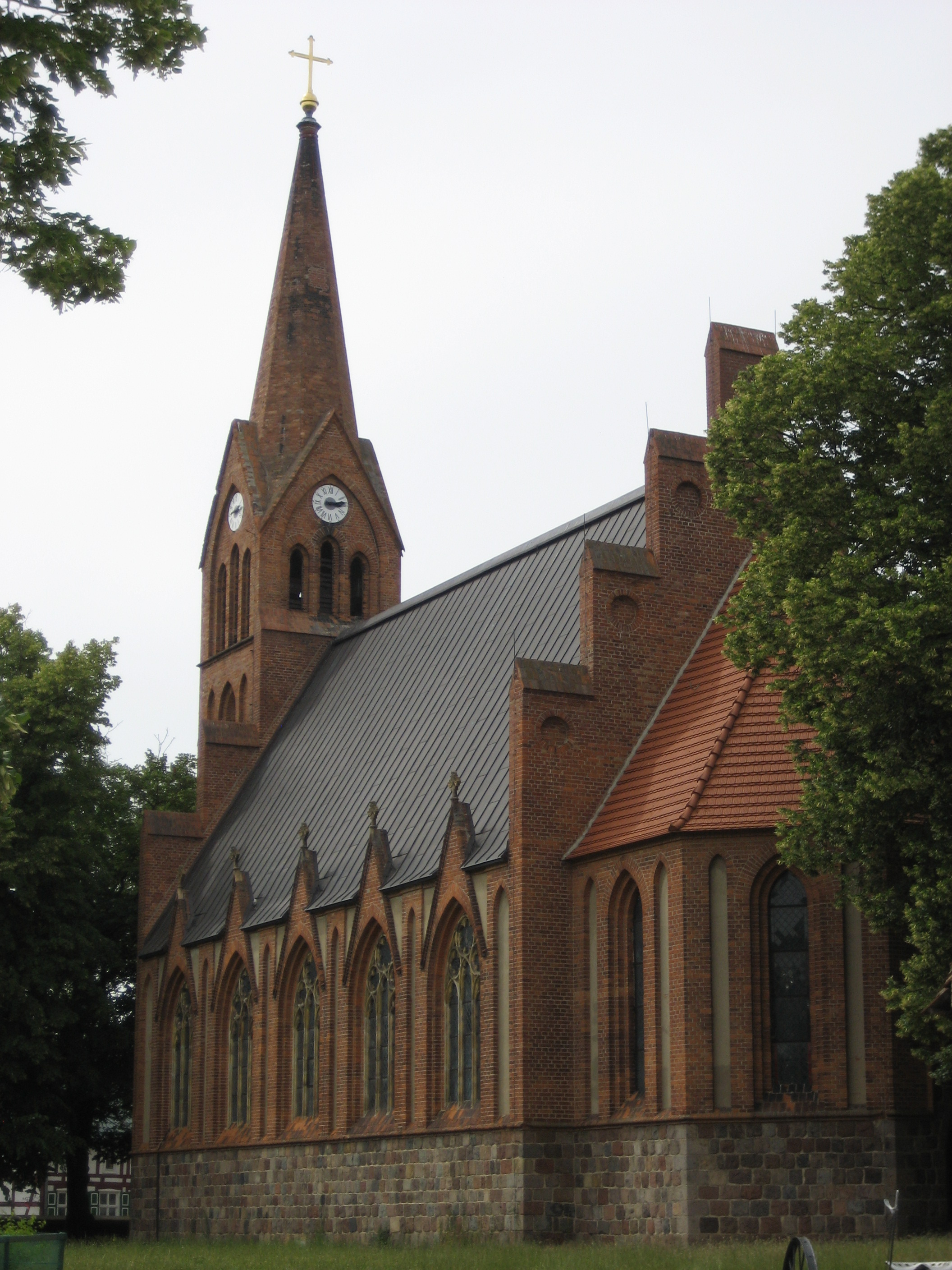
Kirche Bergholz

Die Kirche Bergholz ist ein denkmalgeschütztes neugotisches Kirchengebäude in Bergholz, einer Gemeinde im Landkreis Vorpommern-Greifswald im Bundesland Mecklenburg-Vorpommern.

## Geschichte und Architektur

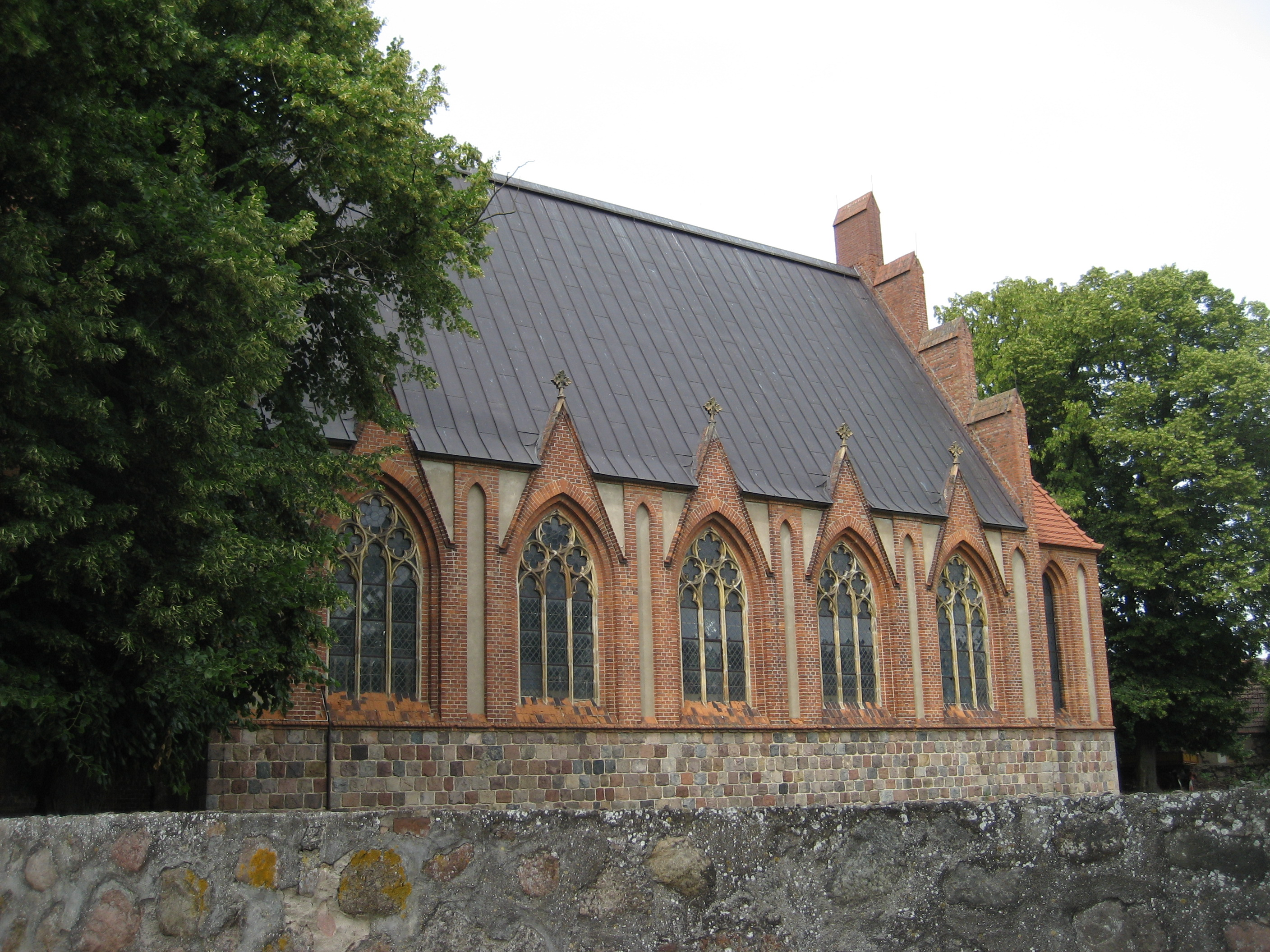
Kirchenschiff

Der neugotische Backsteinbau in aufwändigen Formen wurde 1862 bis 1864 mit einem Polygonchor auf einem hohen Sockel aus geschichteten Granitquadern erbaut, der wahrscheinlich von einer früheren, mittelalterlichen Kirche stammt. Das Kirchenschiff hat blendengegliederte Stufengiebel und wimpergartig, also spitzbogig, übergiebelte Maßwerkfenster, die jeweils von einer Kreuzblume bekrönt werden. Am Ostgiebel befinden sich Kreisblenden über dem Polygonchor, der ein gestuftes Granitportal in der Sockelzone besitzt. Der vorgesetzte, quadratische und kreuzgratgewölbte Backsteinturm an der Westseite ist bis zur Spitze gemauert und verfügt über ein übergiebeltes Stufenportal, in dessen Tympanon sich ein Sandsteinrelief eines Christuskopfes befindet.
Der Kirchhof ist von einer Feldsteinmauer umgeben, in der sich im Norden ein aus Backsteinen bestehendes Kirchhofportal aus dem beginnenden 17. Jahrhundert, mit einer rundbogigen Durchfahrt und geschweiftem Giebel, befindet. Im Jahr 2000 wurde die Kirche instand gesetzt und mit einem Kupferdach gedeckt.
Den Kircheninnenraum überspannt ein auf Konsolen ruhendes, gebrochenes Holztonnengewölbe. Der Chorraum wird hingegen durch ein auf Blattkonsolen ruhendes Rippengewölbe überspannt, dessen Schlussstein aus Holz ersetzt wurde.

## Innenausstattung
Das Dekor des gesamten Innenraums, mit einer achtseitigen Kanzel und einem Taufbecken mit Maßwerkformen, das Gestühl mit Gestühlwangen die mit Spitzbogenblenden durchbrochen sind, sowie die auf Konsolen mit durchbrochenen Ornamenten an der Brüstung ruhende, umlaufende Empore, sind im neugotischen Stil gehalten.
Die gesamte Holzausstattung ist bauzeitlichen Alters. Die Altarwand aus Fachwerk ist verkleidet mit Spitzbogenarkaden, die in neugotischen Formen gestaltet wurden. Den ebenfalls neugotischen Altaraufbau mit Wimpergbekrönung verdeckt ein großes Altarbild mit dem Kreuzigungsmotiv, das um 1703 von Caspar Wirth gemalt wurde. Es hing ursprünglich in der St.-Marien-Kirche zu Stettin und befindet sich erst seit den 1970er Jahren in Bergholz.
Die Orgel mit einem fünfteiligen Prospekt in teilweise durchbrochenen, neugotischen Formen, wurde 1864 von  Emil Kaltschmidt aus Stettin erbaut. Die einzige Glocke wurde 1615 von Dinnies Droyse aus Greifswald gegossen und war ursprünglich die Taufglocke der dortigen St.-Nikolai-Kirche.

## Kirchengemeinde
Die Kirchengemeinde Bergholz gehört zum Evangelischen Pfarramt in Löcknitz, wo sich auch die Hauptpredigtstelle und der Dienstsitz des evangelischen Pfarrers befinden. Sie war bis 2012 Teil des Kirchenkreises Pasewalk (Sitz des Superintendenten in Pasewalk) der Pommerschen Evangelischen Kirche (Sitz des Bischofs in Greifswald). Seit Mai 2012 gehört sie zur Propstei Pasewalk im Pommerschen Evangelischen Kirchenkreis des Sprengel Mecklenburg und Pommern (Sitz des Sprengel-Bischofs in Greifswald) der Evangelisch-Lutherischen Kirche in Norddeutschland.
Zudem gibt es seit 1687 mit der Ansiedlung von hugenottischen Glaubensflüchtlingen aus Frankreich eine Französisch-Reformierte Gemeinde in Bergholz, die heute zum Reformierten Kirchenkreis der Evangelischen Kirche Berlin-Brandenburg-schlesische Oberlausitz gehört. Zur Französisch-Reformierten Gemeinde Bergholz als Hauptpredigtstelle gehören die Gemeinden und Orte Boock, Caselow, Fahrenwalde, Grimme, Löcknitz, Menkin, Plöwen, Polzow, Rossow und Zerrenthin.